# 解明される宗教: 進化論的アプローチ
『解明される宗教: 進化論的アプローチ』（かいめいされるしゅうきょう: しんかろんてきアプローチ、原題: Breaking the Spell: Religion as a Natural Phenomenon、"呪縛を解く: 自然現象としての宗教"）は、哲学者、認知科学者ダニエル・デネットによる2006年の書籍である。その中で著者は、宗教はその特質と未来をより良く理解されうるために科学的分析を必要としている、と主張する。「解く」ことを必要とする「呪縛」は宗教的信念それ自体ではなく、それが科学的探求の立ち入り禁止である、または科学的探求を超越したものである、という信念である。

## 大要
本書は3部に分かれる。デネットの宗教の作業定義は「参加者が超自然的な行為主体に対する信念（信仰）を公言しているまたは複数の超自然的行為主体による是認が求められる社会システム」である。デネットは、この定義は「出発点となる場所であり、石に刻まれた（変更不能な）ものではない」と述べる。

### 第1部
第1部では、科学は宗教を研究できるか?、科学は宗教を研究すべきか? という本プロジェクト全体に対する動機と正当性が議論される。

### 第2部
肯定答弁を行なった後、第2部では、古代の民間信仰から宗教の起源とそれに続く現代宗教の進化に関するあり得る諸理論を提案するために進化生物学とミーム学の道具を使用して進行する。

### 第3部
第3部では、今日の世界における宗教とその影響について分析される: 宗教は我々を道徳的にするか? 宗教は人生の意義を与えるものなのか? 我々は子供に何を教えるべきか? デネットは自身の分析の大半について経験的証拠を基礎としているが、この分野においてさらに多くの研究が必要であるとしばしば指摘する。

## 批評家からの評判
本書は様々な消費者、マスメディアから意見を異にするさまざまな評価を受けてきた。

### ガーディアン
ガーディアン紙のアンドリュー・ブラウンは「人間現象としての宗教的行動を研究する必要がある理由について、非常に力強く明快な説明がなされている」と評した。

### サイエンティフィック・アメリカン
サイエンティフィック・アメリカン誌上でジョージ・ジョンソンは本書の主な呼び物を「宗教の起源と拡がりに関する進化的、人類学的、および心理学的研究を鋭くまとめたライブラリー」であると表現した。

### ニューヨーカー
ザ・ニューヨーカー誌上で、進化生物学者H・アレン・オアは本書を「宗教の自然史と呼ばれるかもしれないものの分かりやすい解説」と評した。

### 宗教団体から

#### ニューヨーク・タイムズ
『ジューイッシュ・レビュー・オブ・ブックス』編集委員会の元委員レオン・ヴィーゼルティアーはニューヨーク・タイムズ紙上で本書を「現代の科学主義の残念な例」と呼び、「現代の迷信の陽気なアンソロジー」であると主張した。

#### ザ・ニュー・アトランティス
私立、カトリック系大学の教授で環境主義運動の辛辣な批評家であるチャールズ・T・ルビンはザ・ニュー・アトランティス誌上でデネットを「音痴の音楽学者」になぞらえ、デネットが「科学的合理性の限界を認めようとしないこと」を批判し、「最初の頃にうまくいかなかったのと同じ昔の啓蒙主義的な言葉のあやを展開してる」として非難した。

### 哲学的受容
トマス・ネーゲルはデネットの本は「彼にふさわしくない」と述べ、エドワード・フェイザーは本書を広く論評し、神学的主張の彼の解釈を批判したのに対して、認知神経科学に対する彼の一節については称賛した。ロジャー・スクルートンは著書『On Human Nature』においてデネットの本を称賛も批判もした: 彼の知的勇敢さと想像力豊かな文章を支持したが、ミーム理論に対する彼の信頼を批判し、人間の知識の全領域がネオダーウィニズム人間モデルだけで到達可能であるという彼の見方に懐疑的なままであった。

### 批評
- David B. Hart, "Daniel Dennett Hunts the Snark" in First Things.
- George Johnson, "Getting a Rational Grip on Religion" in Scientific American.
- Leon Wieseltier, "The God Genome" in The New York Times.
  - Dennett's letter to The New York Times editor and Wieseltier's reply at the Wayback Machine (archived November 14, 2012)
- Adam Kirsch, "If Men Are From Mars, What's God" in The New York Sun.
- James Brookfield, "Dennett’s dangerous idea", World Socialist Website.
- Armin W. Geertz, "How Not to Do the Cognitive Science of Religion Today" (University of Aarhus seminar paper).
- Charles T. Rubin, "The God Meme" in The New Atlantis.